# Helmuth Wirminghaus
Karl Julius Helmuth Wirminghaus (* 9. September 1891 in Oldenburg i. O.; † 27. Mai 1968 in Köln-Lindenthal) war ein deutscher Architekt.

## Leben

### Familie
Der Protestant Helmuth Wirminghaus war der Sohn von Alexander Wirminghaus (Syndikus der Handelskammer zu Köln, Professor an der Handelshochschule Köln bzw. der Universität zu Köln) und dessen Ehefrau Else Wirminghaus geb. Strackerjan (studierte Musikerin und Klavierlehrerin).
Aus seiner am 20. Juni 1918 in Lippstadt geschlossenen Ehe mit Dorothea Auguste Maria geb. Sterneborg ging der Sohn Bernhard Wirminghaus (* 28. März 1919 in Lippstadt) hervor, mit dem Helmuth Wirminghaus nach dem Zweiten Weltkrieg zusammenarbeitete.:963

### Beruf
Nach seinem Architektur-Studium an der Technischen Hochschule München, wo u. a. Theodor Fischer sein Lehrer war, und der Technischen Hochschule Aachen trat Wirminghaus zunächst 1921 als Mitarbeiter in das Büro des Kölner Architekten Paul Pott ein. 1922 machte er sich dann selbständig. Neben Wohnbauten, Büro- und Verwaltungsgebäuden, entwarf er mehrere öffentliche Schulen. Zahlreiche seiner Bauten sind erhalten und stehen teilweise unter Denkmalschutz. 1928 zählte er zu den Gründungsmitgliedern des Blocks Kölner Baukünstler.:963

## Bauten und Entwürfe

### In Köln
- 1922–1923: Marienburg, Halbvilla Pferdmengesstraße 8 für Julius Lotz (Geschäftsführer der Rheinland Kolonialwaren Großhandels–AG)[2]:631f
- 1924:–9999 Marienburg, Villa Von-Groote-Straße 7 für Dr. Erich Hoenmanns (Vorstand der Westdeutsche Schiffahrts-AG)[2]:766–768
- 1924:–9999 Lindenthal, Haus Rurstraße 9[2]:963
- um 1924:–9 Riehl, Haus Am Botanischen Garten 47[2]:963
- 1925–1926: Altstadt, Wettbewerbsentwurf für die Bebauung des Brückenkopfs der Deutzer Brücke am Heumarkt (ausgeschieden)[2]:963
- 1927:–9999 Bickendorf, Siedlung Alpener Straße / Marienstraße (mit Wilhelm Kamper)[3]:213–218[2]:963
- 1928:–9999 Altstadt, Wettbewerbsentwurf für den Neubau des Disch-Hauses (mit Wilhelm Kamper)[2]:963
- 1928–1930: Zollstock, Volksschule Vorgebirgstraße (später Rosenzweigweg 3)[4]:358[2]:963
- 1929:–9999 Ehrenfeld, GAG-Siedlung Terrassenweg (Künstlersiedlung; kriegszerstört, heute Gelände des Melaten-Friedhofs)[2]:963
- 1930–1931: Neustadt/Süd, Um- und Erweiterungsbau des Palais Oelbermann Hohenstaufenring 57 zum Wohnheim für die Emil-und-Laura-Oelbermann-Stiftung[2]:963
- 1932:–9999 Marienburg, Wolfgang-Müller-Straße 13–15, Umbau eines Hauses der Professorensiedlung der Universität zu einem Einfamilienhaus für Hans Carl Nipperdey (mit Werner Pilzecker; Entwurf des ursprünglichen Hauses durch Manfred Faber und Fritz Fuß)[2]:783[5]:345
- 1932–1933: Lindenthal, städtebauliche Planung für eine Eigenheim-Siedlung in Hohenlind[2]:963
- 1933–1934: Braunsfeld, Villa Hermann-Pflaume-Straße 3 für den Tiefbauunternehmer Heinrich Ossendorf[2]:963[6]
- 1935–1936: Lindenthal, Einfamilienwohnhäuser Am Mönchshof 1–9 (Haus 9 als Wirminghaus′ eigenes Wohnhaus)[2]:963[5]:117f, 368
- 1937:–9999 Sülz, Neuenhöfer Allee 32, HJ-Heim[2]:963
- 1939:–9999 Altstadt/Nord, Breite Straße 44–46, Umbau des Geschäftshauses Fransky[5]:301f[2]:963
- 1940:–9999 Marienburg, Wettbewerbsentwurf für den Verteilerkreis Militärringstraße / Bonner Straße[2]:534f
- 1942:–9999 Vogelsang, Bunker an der Rupprechtstraße[2]:963
- 1942:–9999 Neustadt/Süd, Bunker an der Elsaßstraße[2]:963
- 1948–1949: Marienburg, Umbau des Hauses Von-Groote-Straße 7 zu einem Vierfamilienhaus (mit Bernhard Wirminghaus)[2]:767
- 1948–1951: Marienburg, Doppelhäuser Oberländer Ufer 196–196a und 198–198a (gemeinsam mit Bernhard Wirminghaus)[2]:560f
- 1949:–9999 Marienburg, Anbau von Garage und Abstellraum am Wohnhaus Am Südpark 45 für den Unternehmer Otto Wedekind[2]:33
- 1952:–9999 Neustadt/Süd, Hohenstaufenring 57, Agrippina-Haus[2]:963
- um 1952:–9 Nippes, Gebäude Niehler Straße 225–231[2]:963
- um 1955:–9 Buchheim, Alte Wipperfürther Straße, Volksschule[2]:963[4]:480 nicht genannt
- 1958–1960: Nippes, Steinberger Straße 40, Volksschule[2]:963[4]:425
- 1958–1960: Klettenberg, Stenzelbergstraße, Volksschule[2]:963[4]:364: nicht genannt
- 1958–1960: Flittard, Peter-Gries-Straße, Volksschule[2]:963[4]:489 nicht genannt

### Außerhalb Kölns
- 1924:–9999 Nideggen, Haus für E. Hannemann[2]:963
- um 1924:–9 Nideggen, Haus für M. Sch.[2]:963
- 1926:–9999 Duisburg, Wettbewerbsentwurf für die Bebauung des Bahnhofsvorplatzes (ausgeschieden)[2]:963
- 1926:–9999 Bad Honnef, Landhaus für Baronin von T.[2]:963
- um 1952:–9 Waldbröl, Haus Hermann-Löns-Weg 21[2]:963
- um 1952:–9 Waldbröl, Haus Homburger Straße 58[2]:963
- um 1952:–9 Siegburg, Siedlung Von-Stephan-Straße 2–14[2]:963